# Die höfische Gesellschaft

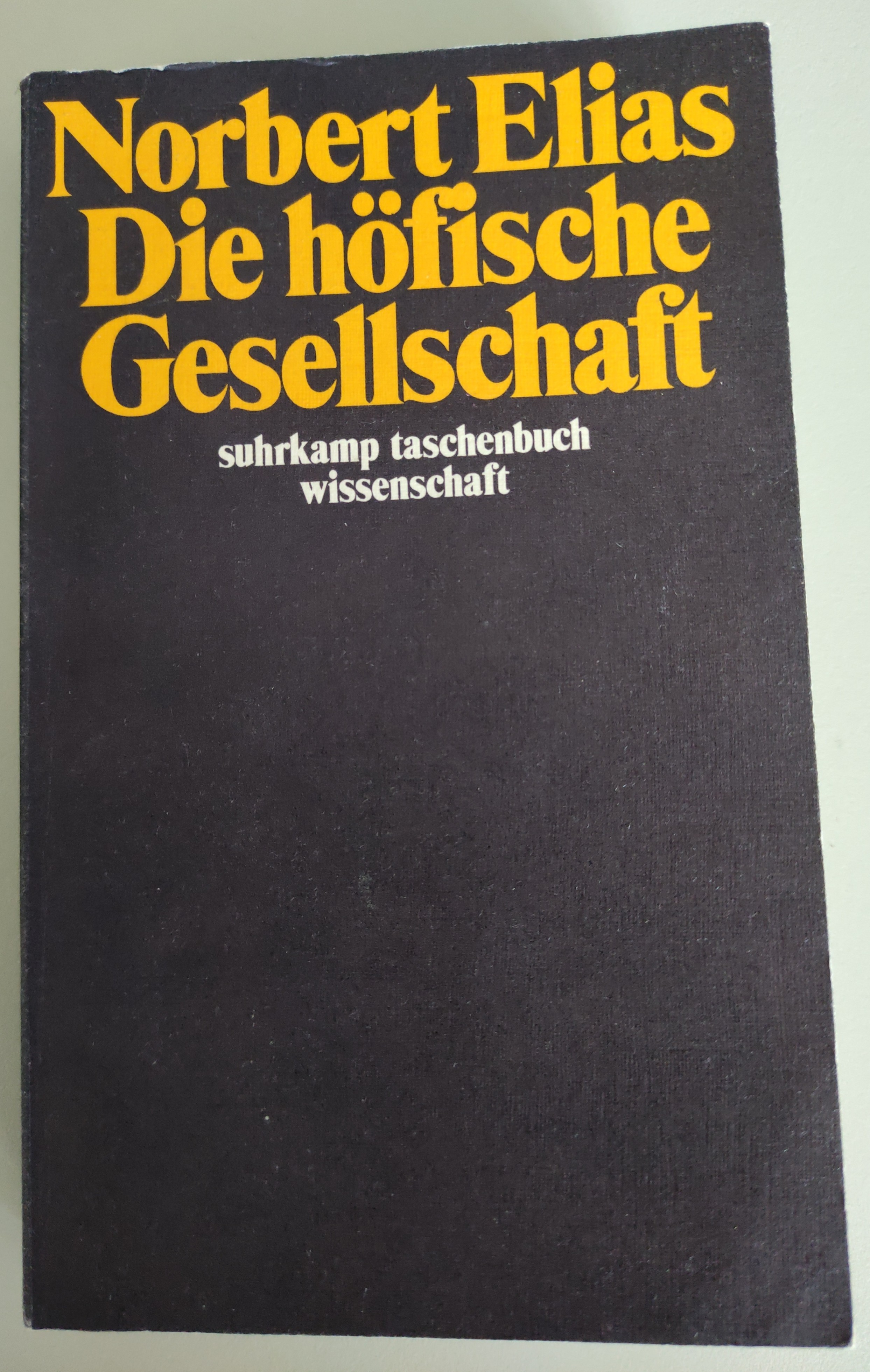
Buchcover der 5. Auflage

Die höfische Gesellschaft ist ein 1969 erschienenes Werk des Soziologen Norbert Elias. Er beschreibt darin die höfische Gesellschaft, also die sozialen Beziehungen an einem Hofstaat.
Elias untersucht in Die höfische Gesellschaft die Soziologie des Königtums und der höfischen Aristokratie. Er liefert eine soziologische Analyse der höfischen Gesellschaft zur Zeit Ludwigs XIV. im Ancien Régime. Beschrieben wird die Wohnsituation und die Beziehungen der Menschen in Versailles. Es wird ein breites Verständnis über das Verhalten der damaligen Menschen vermittelt. Häufig werden von Elias Parallelen zur aktuellen Gesellschaft gezogen. Dargestellt werden die Zwänge, die die damaligen Menschen am Hofe erlebten.

## Veröffentlichung
Elias’ Werk Die höfische Gesellschaft basiert auf seiner Habilitationsschrift Der höfische Mensch von 1933. Unter der nationalsozialistischen Herrschaft wurde allerdings nach Einreichung das Frankfurter Institut für Soziologie geschlossen und damit auch Elias’ Habilitationsverfahren abgebrochen. Die Schrift erschien erst 1969 in veränderter Form unter dem Titel Die höfische Gesellschaft.

## Hauptthesen und Kritik
Im Zuge des Ausbaus der zentralstaatlichen Autorität und der Modernisierung der Kriegsführung sei der alte Schwertadel, dessen Unzufriedenheit sich immer wieder in Aufständen (Fronde) entladen hatte, marginalisiert worden. Der König habe den hohen Adel an den Hof gezogen und ihn zeremoniell privilegiert, nutzte aber dieses Zeremoniell zu seiner ständigen Kontrolle und Disziplinierung. Der Hofadel wurde zudem durch die Repräsentationsverpflichtungen der Hofämter so stark belastet, dass er oft verarmte, während die politische Macht zunehmend von bürgerlichen Ministern und Beamten ausgeübt wurde. Unter den Nachfolgern Ludwig XIV. habe die Gefangenschaft des Königs in seiner eigenen goldenen Falle des Hoflebens jedoch zu einer fortschreitenden politischen Lähmung geführt.
Leonhard Horowski kritisiert, dass Elias auch den in politischen Fragen entscheidenden Justizadel (noblesse de robe, meist übersetzt als Amtsadel) als Vertreter des Bürgertums angesehen habe, während dies nur auf den Kaufmannssohn Jean-Baptiste Colbert zutreffe, der später ebenfalls nobilitiert wurde. Elias habe die strukturell unterschiedliche Position der beiden Gruppen der Nobilität nicht richtig eingeschätzt; beide hätten meist kooperiert. Der Einfluss des hohen Adels in der Politik sei keineswegs ausgeschaltet worden; viele Adelige hätten sich zwischen Schlachtfeld und Hofdienst hin- und herbewegt. Der Hofadel sei auch nicht am Hof „gefangen“ gewesen, sondern habe mit Hilfe seiner Pfründen und Privilegien den Staat ausgeplündert, und zwar oft über mehrere Generationen. Das von Elias entworfene Modell einer zunehmend rational-bürokratischen Herrschaft sei nicht zutreffend.

## Ausgaben
- Die höfische Gesellschaft. (1969), Suhrkamp, Frankfurt am Main 2002, ISBN 3-518-58329-8 (Gesammelte Schriften Bd. 2).